# 星際科技
日本星際科技公司（日语：インターステラテクノロジズ株式会社）是2013年由日本活力門（Livedoor）前社長堀江貴文出資成立開發小型火箭的新創公司，由堀江貴文邀請稻川貴大擔任星際科技社長。
日本的太空研究一直是由國家的宇宙航空研究開發機構（JAXA）與三菱重工等國家機構主導的計畫進行，日本星際科技公司則是民間透過網路募資，嘗試獨力研發火箭以民間力量參與探索宇宙，目標2020年以前能夠發射重量約100公斤的超小型人造衛星，以較低廉價格提供載運到太空的發射服務。
在日本民間企業發射火箭需要符合《電波法》和《消防法》；發射環繞地球的衛星需要符合2016年11月通過的《宇宙活動法》。

## 研發火箭

### MOMO初號機
火箭全長9.9公尺，直徑50公分，重量1,150公斤，使用成本低、低污染的乙醇燃料，成本在數千萬日圓。
2017年7月首度於北海道大樹町發射MOMO火箭，預計四分鐘飛到100公里高處之後打開降落傘降落到太平洋，日本星際科技公司將回收火箭搭載的觀測設備分析火箭於太空各種動作的數據。實際發射後66秒無法讀取數據，因而緊急關閉引擎。原因可能是機體強度不足造成升空20公里後損壞，在距離發射地6.5公里的太平洋墜毀。
2017年8月31日日本星際科技公司於github程式碼管理平台開放MOMO計畫部分資料，命名為OpenMOMO。

### MOMO2號機
機體全長10公尺，直徑50公分，重量一公噸，使用乙醇、液態氧和氦燃料。搭載高知工科大學的音波觀測裝置，用於分析高空空聲音傳播方式。
2018年4月預計發射MOMO2號機，在升空前遭遇氮氣外洩問題延期。
2018年6月30日5點30分在北海道大樹町發射場升空，預計飛抵離地100公里軌道。但於發射4秒後似乎因主推進器問題，失去動力掉落發射台墜毀。

### MOMO3號機
機體全長10公尺，直徑50公分，重量1公噸，可載重20公斤的MOMO3號機，原本預定在2019年4月30日與5月2日及3日發射，但分別因機體故障與高空強風延期，在5月4日清晨5點45分由位於北海道大樹町基地發射後，抵達最高高度113.4公里的無重力環境中停留4分鐘，飛行總時間515秒，隨後掉落在距離發射點37公里的北海道附近太平洋中，是日本首次有民間公司火箭完成抵達100公里高空的任務，預計2023年投入搭載小型衛星的商用市場。

### MOMO4號機
MOMO4號火箭长约10米，直径为50厘米，重1吨。火箭原定於2019年7月20日左右發射，由於出現故障，推遲一周後於2019年7月27日發射。火箭在升空后不久，MOMO4的机载电脑检测到异常，并关闭了火箭发动机，隨後火箭坠入大海。

### MOMO5號機
MOMO5號火箭於2020年6月14日清晨5時15分，在大樹町發射場發射升空。發射升空36秒後發生發動機噴嘴部分損壞，之後火箭飛行失去穩定，所以在發射1分10秒後緊急停止發動機中斷升空，最後MOMO5號墜落在距發射場約4公里外海，高度僅達11.5公里。MOMO5號原訂1月就該發射，但因為通訊系統問題所以延期發射。

### 後續發展
在經歷MOMO初號機與2號機發射失敗，成功發射MOMO3號火箭後，星際科技公司創辦人崛江貴文與社長稻川貴大表示公司將以美國SpaceX公司為目標，持續開發後續MOMO火箭與ZERO軌道火箭。

## 外部連結
- 星際科技 （页面存档备份，存于）
- YouTube上的MOMO3火箭發射實況（日文）